# Brunflo
Brunflo is een dorp binnen de gemeente Östersund in het landschap Jämtland en de provincie Jämtlands län in Zweden. De plaats heeft 3916 inwoners (2005) en een oppervlakte van 284 hectare. Brunflo is al bekend uit de 11e eeuw, als vestingstad met bijbehorend kasteel. Het is gelegen aan de zuidoostpunt Brunfloviken een uitloper van het Storsjön.
Ten zuidoosten van Brunflo ontmoeten de Europese weg 45 (noord-zuid) en Europese weg 14 (oost-west). Daarnaast kan met Breunflo bereiken via het uitgebreide busnet in Zweden, Brunflo is ook aangesloten op het treinnet via de lijn Stockholm-Östersund (of Åre). In de zomer stop de Inlandsbanan hier ook; komend vanuit het zuiden ligt het traject van die toeristische spoorlijn naast die van het geëlektrificeerde spoor.